# Robinson R22
Robinson R22 je američki lagani civilni helikopter s dva sjedišta kojeg proizvodi Robinson Helicopter Company. Helikopter je projektirao Frank Robinson oko 1973., a proizvodi se od 1979. godine.  R22 pokreće jedan klipni motor, ima polutvrdi dvokračni glavni i repni rotor.

## Inačice
R22
inicijalna proizvodna inačica pogonjena klipnim motorima Lycoming O-320-A2B ili A2C ili B2C.
R22HP
inačica s većom snagom, kojeg pokreće klipni motor Lycoming 0-320-B2C.
R22 Alpha
poboljšana inačica certificirana 1983. godine koju pokreće klipni motor Lycoming 0-320-B2C.
R22 Beta
Inačica opremljena snažnijim motorom Lycoming 0-320-B2C ili O-36-J2A.
R22 Beta II

R22 Beta II Police
policijska patrolna inačica, opremljena reflektorima i zvučnicima.
R22 Mariner
inačica projektirana za izvanobalnu službu, opremljena plovcima i kotačima, pokretana klipnim motorima Lycoming 0-320-B2C ili O-36-J2A. Inačica je ograničena za dnevnu uporabu kada je opremljena plovcima.
R22 Mariner II

R22 Police
policijska inačica.
R22 IFR

External load R22

R22 Agricultral

Maverick UAV
bespilotna letjelica izgrađena za Boeing
Renegade UAV
bespilotna letjelica izgrađena za DARPA

## Tehničke karakteristike
Osnovne karakteristike
- posada: 1
- dužina: 8,7 m
- promjer rotora: 7,7 m
- visina: 2,7 m

Letne karakteristike
- najveća brzina: 189 km/h
- ekonomska brzina: 160 km/h
- dolet: 386 km
- brzina penjanja: 6,1 m/s
- najveća visina leta: 4.267 m
- motor: 1× Lycoming O-320-A2B ili -A2C 4-klipni motor

## Poveznice
|  | Zajednički poslužitelj ima još gradiva o temi Robinson R22 |

- Robinson R44
- Robinson R66

## Vanjske poveznice
- (en) Robinson R22 Beta II  Arhivirana inačica izvorne stranice od 9. kolovoza 2008. (Wayback Machine)